# Stenochilus hobsoni
Stenochilus hobsoni is een spinnensoort uit de familie Stenochilidae. De soort komt voor in India.